# Chassé Cinema
Chassé Cinema is een culturele instelling voor film (arthouse bioscoop), onderdeel van het Chassé Theater in het Centrum van Breda. Het bestaat uit drie filmzalen (van respectievelijk 68. 117 en 118 zitplaatsen) en een theaterzaal die af en toe gebruikt wordt als filmzaal (220 zitplaatsen). Het filmhuis heeft ook een eigen horecaruimte.
Er vindt een maandelijks gevarieerd filmprogramma plaats voor volwassenen en kinderen. Naast de reguliere programmering zijn er elke week ook verschillende filmspecials te bezoeken, zoals de wekelijkse 'Woensdagdocu', Boek in Beeld of de Nachtfilm. 
Chassé Cinema deed ook mee aan International Film Festival Breda.